# Igrzyska Ameryki Środkowej i Karaibów 1950
Igrzyska Ameryki Środkowej i Karaibów 1950 – szóste igrzyska Ameryki Środkowej i Karaibów, multidyscyplinarne zawody sportowe dla krajów znajdujących się w Ameryce Środkowej i na Karaibach, które odbyły się w mieście Gwatemala w dniach 8 lutego – 12 marca 1950 roku.

## Informacje ogólne
Liczba uczestniczących krajów zwiększyła się do czternastu, jednak do zawodów wystawiły one o 150 sportowców mniej niż cztery lata wcześniej – łącznie wzięło w nich udział 1227 zawodników i 163 zawodniczki. Sportowcy ponownie rywalizowali w 19 dyscyplinach, jednak liczba konkurencji zwiększyła się do 115. Miejsce frontenisa i softballu zajęły powracające do igrzysk jeździectwo oraz debiutujące kręgle. W zawodach po raz pierwszy wystąpili zawodnicy z Haiti.

## Dyscypliny
- Baseball  (szczegóły)
- Boks  (szczegóły)
- Gimnastyka sportowa  (szczegóły)
- Golf  (szczegóły)
- Jeździectwo  (szczegóły)
- Kolarstwo torowe  (szczegóły)
- Koszykówka  (szczegóły)
- Kręgle  (szczegóły)
- Lekkoatletyka  (szczegóły)
- Piłka nożna  (szczegóły)
- Piłka wodna  (szczegóły)
- Pływanie  (szczegóły)
- Podnoszenie ciężarów  (szczegóły)
- Siatkówka (halowa)  (szczegóły)
- Skoki do wody  (szczegóły)
- Strzelectwo  (szczegóły)
- Szermierka  (szczegóły)
- Tenis ziemny  (szczegóły)
- Zapasy  (szczegóły)

## Tabela medalowa
Źródło.
| Lp. | Państwo             | Złoto | Srebro | Brąz | Razem |
| --- | ------------------- | ----- | ------ | ---- | ----- |
| 1   | Meksyk              | 43    | 24     | 26   | 93    |
| 2   | Kuba                | 24    | 27     | 28   | 79    |
| 3   | Portoryko           | 12    | 7      | 10   | 29    |
| 4   | Jamajka             | 10    | 10     | 3    | 23    |
| 5   | Gwatemala           | 9     | 25     | 25   | 59    |
| 6   | Panama              | 8     | 9      | 10   | 27    |
| 7   | Antyle Holenderskie | 3     | 2      | 1    | 6     |
| 8   | Kolumbia            | 2     | 4      | 4    | 10    |
| 9   | Salwador            | 2     | 4      | 3    | 9     |
| 10  | Trynidad i Tobago   | 1     | 2      | 1    | 4     |
| 11  | Nikaragua           | 1     | 0      | 1    | 2     |
| 12  | Haiti               | 0     | 1      | 0    | 1     |
| 13  | Honduras            | 0     | 0      | 2    | 2     |
| 14  | Kostaryka           | 0     | 0      | 1    | 1     |